# コールマンスコップ

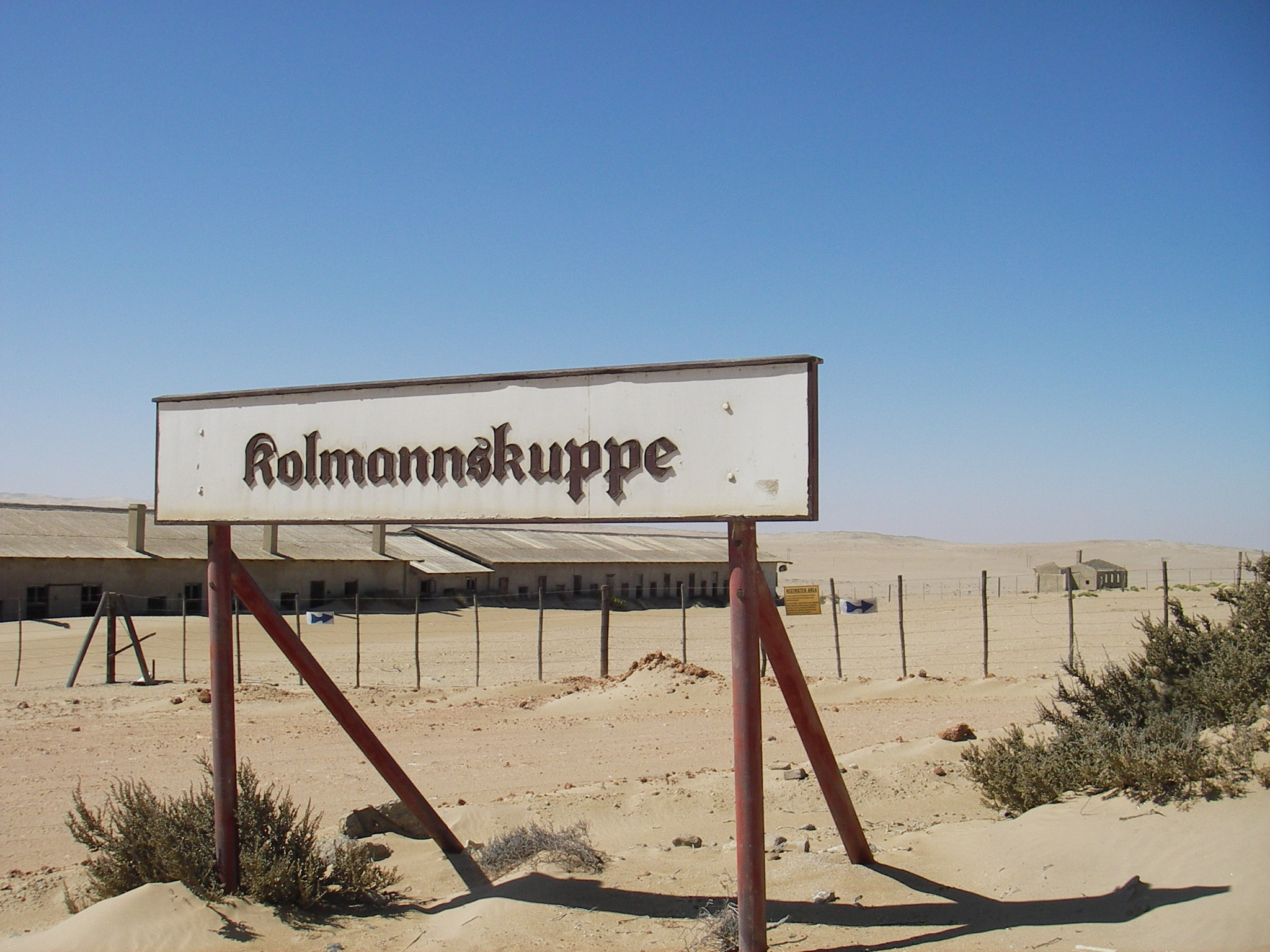
コールマンスコップの町の標識

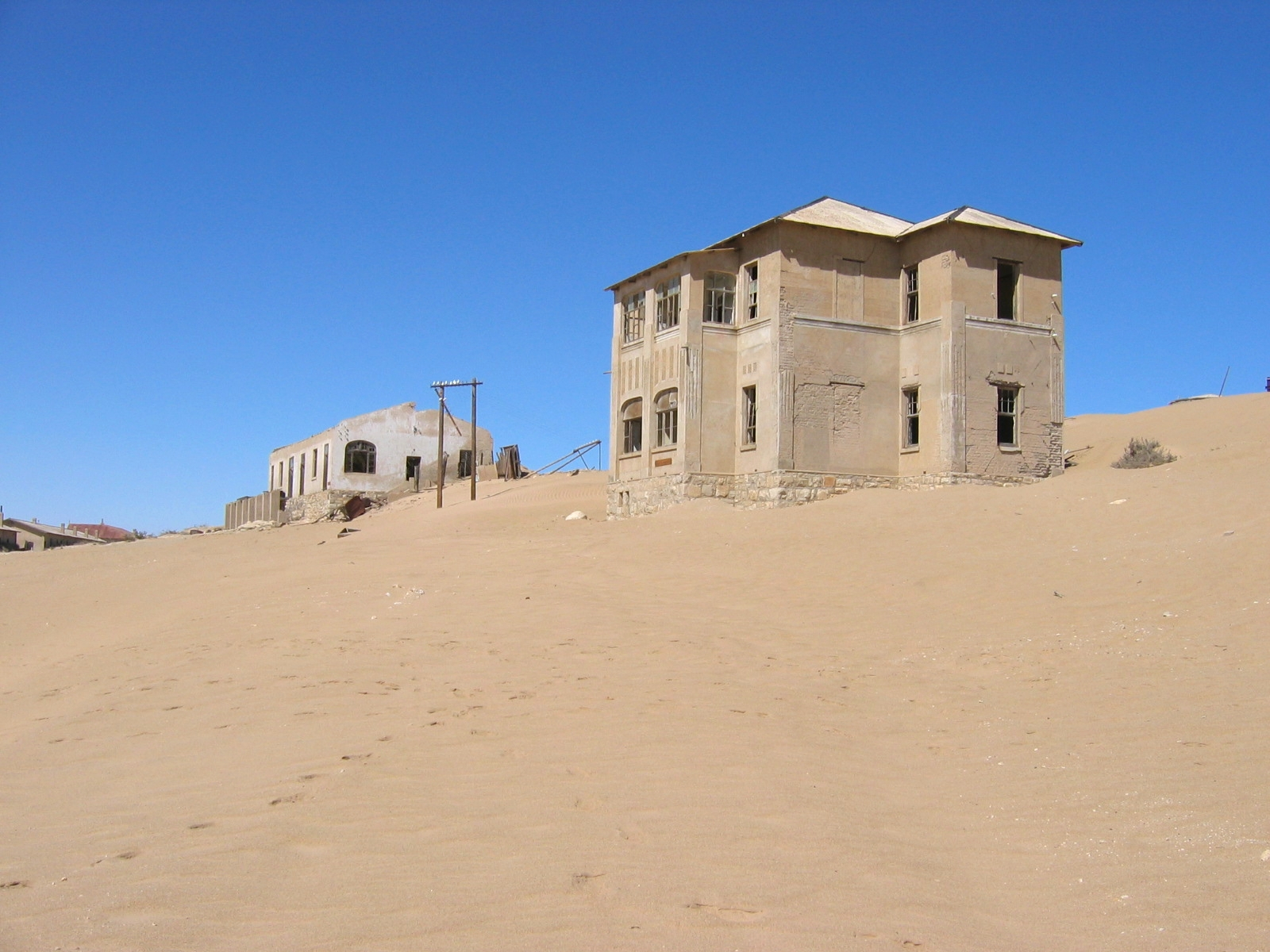
コールマンスコップの見捨てられた家

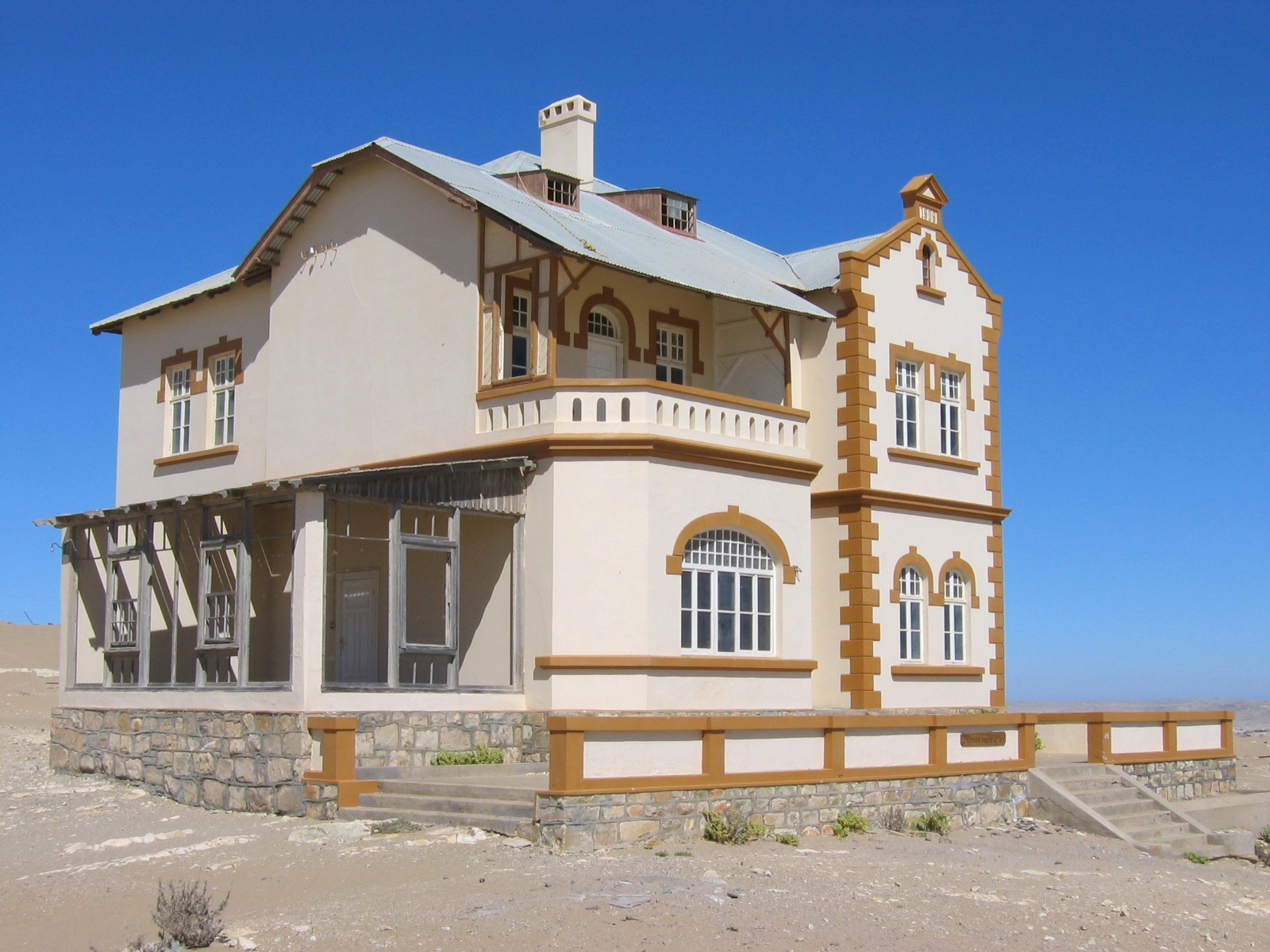
廃屋

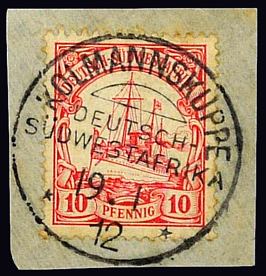
「Kolmannskuppe」と記された1912年の消印が押されている、ドイツ領南西アフリカの切手

コールマンスコップ（ドイツ語: Kolmannskuppe、アフリカーンス語: Kolmanskop）は、ナミビアの南方にあるゴーストタウンである。港町リューデリッツから2,3 km内陸部にあり、元は小さな炭坑町であった。今は合弁会社Namdebが運営する観光ツアーの人気の目的地になっている。

## 概説
ここは1908年、この地域でダイヤモンドが発見されてから発展し、ナミブ砂漠の過酷な環境の中で働く労働者たちにとって格好のオアシスとなっていた。1918年までドイツ領南西アフリカの一部であったことから、村はドイツ風の外見を持ち、病院、ダンスホール、発電所、学校、ボウリング場、劇場、体育館、カジノ、製氷工場、そして南西アフリカでは最初の物性研究所もあった（2007年2月現在のデータ）。リューデリッツへの鉄道路線もあった。
この町は、第二次世界大戦後、ダイヤモンドの価格が暴落し、衰退し始める。鉱業はオランジムンドに移っていった。町は1956年には捨てられたが、その後一部復旧した。
観光客が、今、砂の中に半ば埋まってしまった家々の間を歩き回ることができるのも、砂漠の地質学的な特性によるものである。

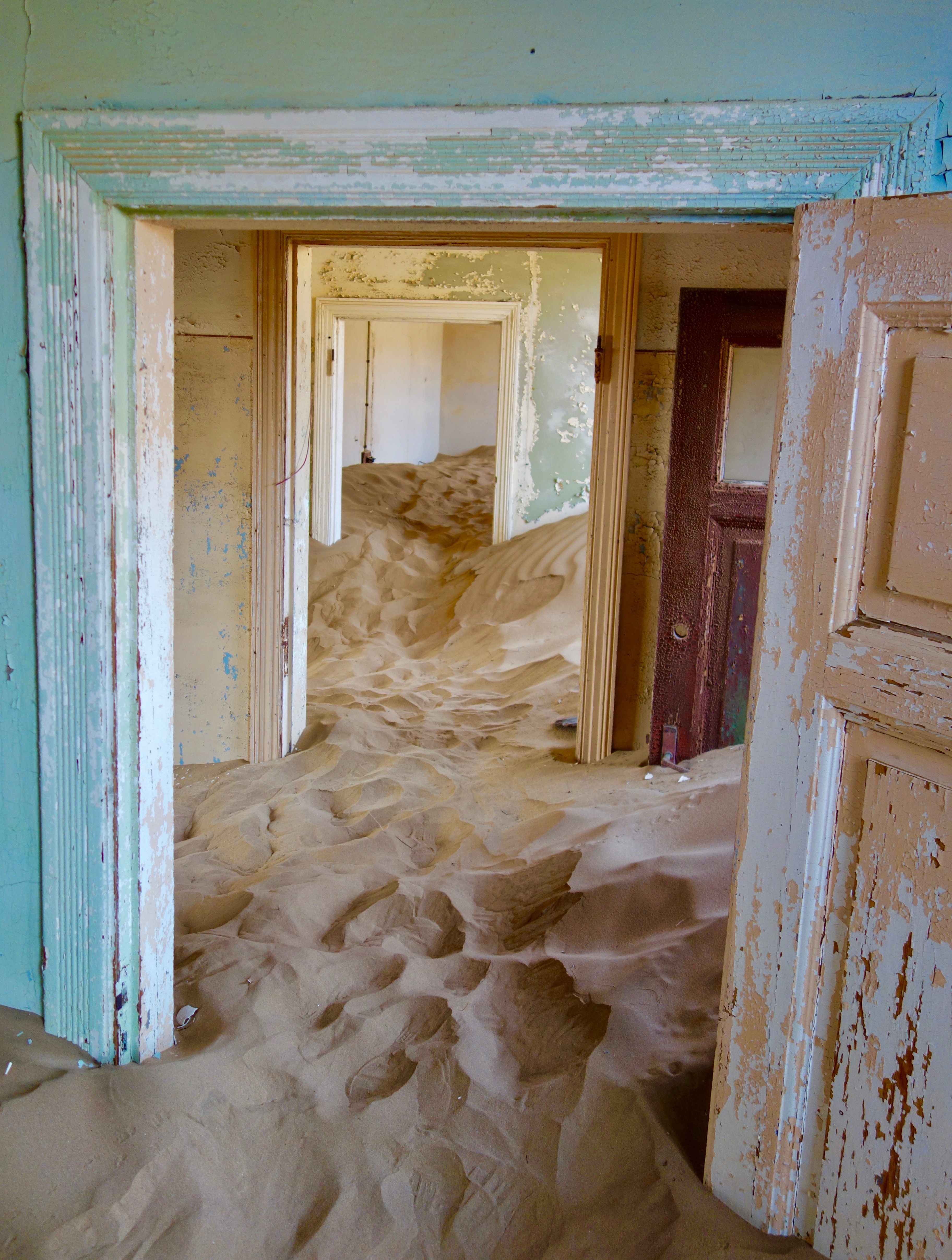
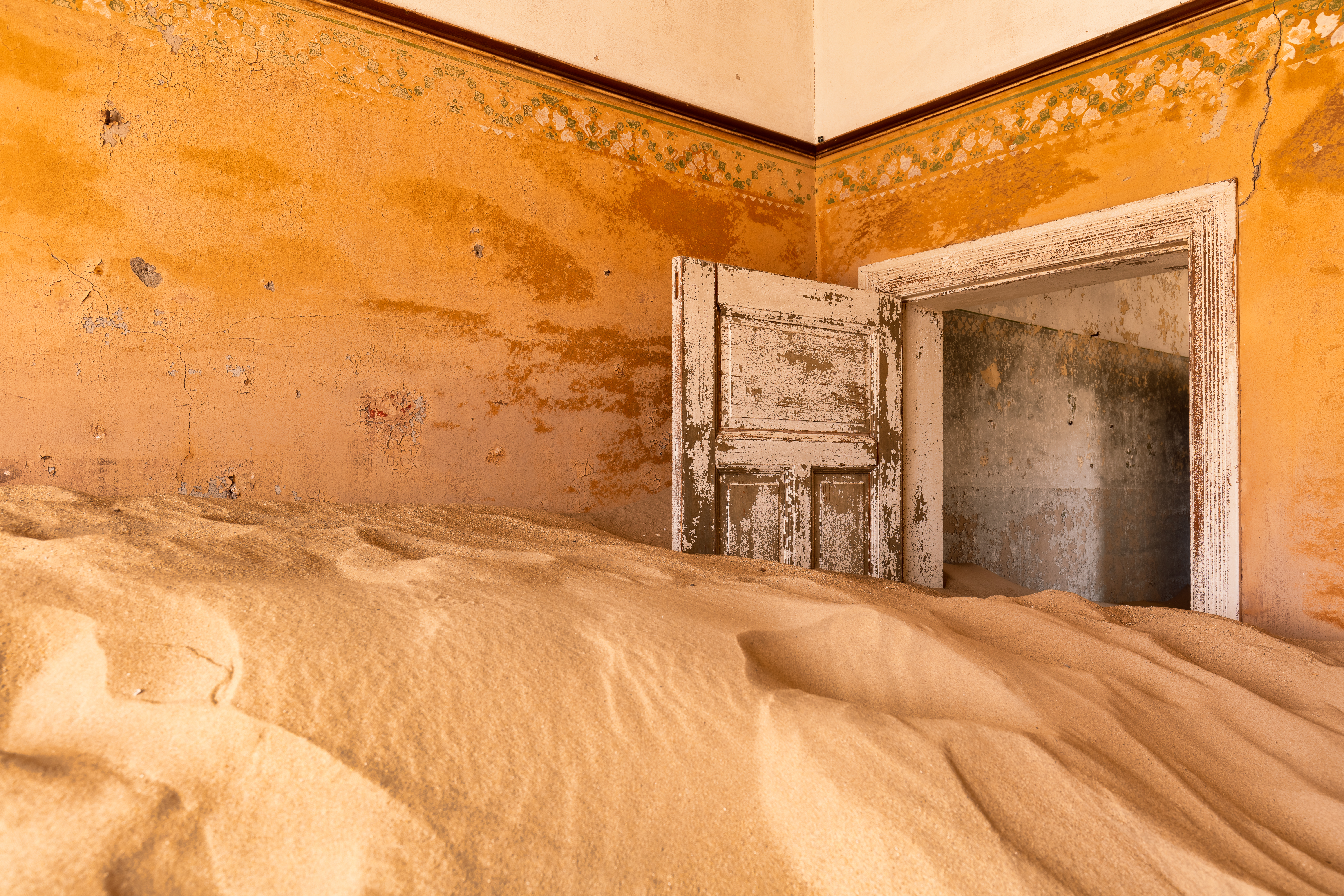
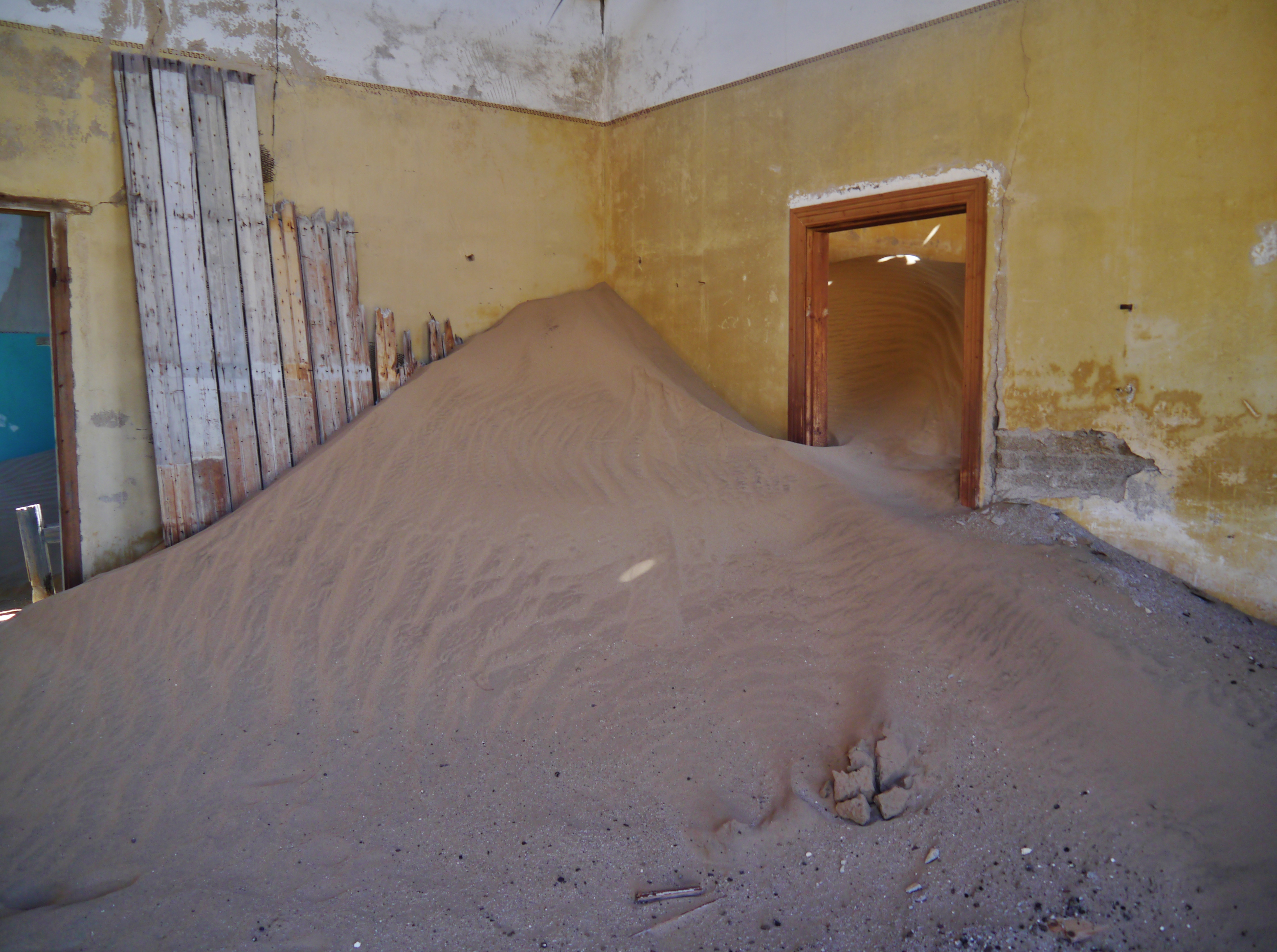
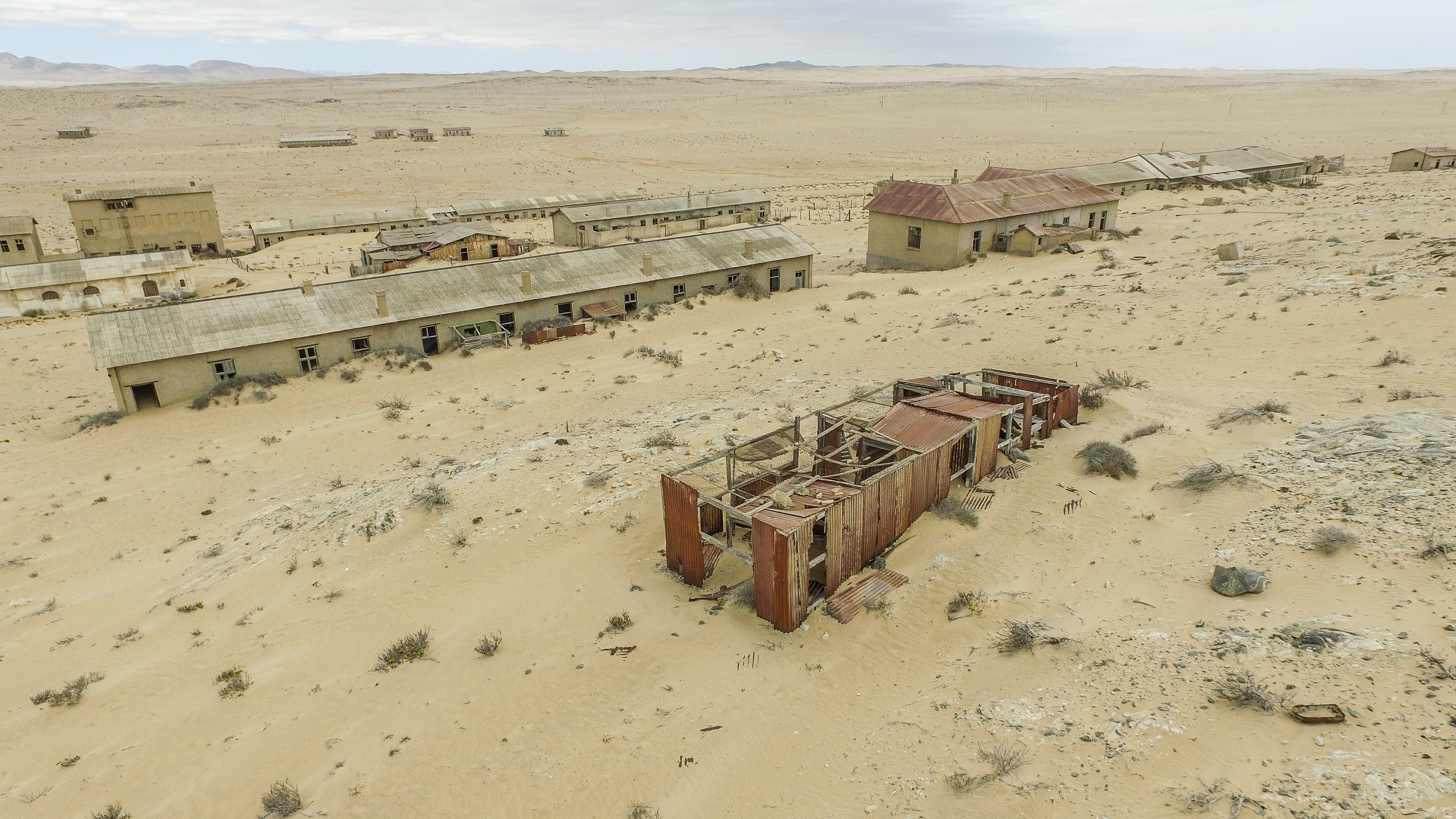

## ロケ地
2000年の映画『キング・イズ・アライヴ』や、2024年のドラマ『フォールアウト』のロケ地に使われている。